# Rabbi Hiyya
Rabbi Hiyya o Hiyya il Grande (ebraico: רבי חייא, o רבי חייא הגדול) (Babilonia, III secolo – III secolo) era un rinomato saggio ebreo, rabbino Tanna/Amora (200 - 220 e.v.),, vissuto nel periodo di transizione tra Tannaim e Amoraim, può quindi esser considerato un Amora di 1ª generazione.
Viene registrato come uno dei rinomati saggi dell'epoca; era figlio di Abba Karsala della città di Kafri, in Babilonia.